# Frauen-Rugby-Union-Weltmeisterschaft 2006
Die Frauen-Rugby-Union-Weltmeisterschaft 2006 (englisch 2006 Women’s Rugby World Cup; französisch Coupe du monde de rugby féminin 2006) fand vom 31. August bis zum 17. September 2006 in Kanada statt. Es war die fünfte Weltmeisterschaft im vierjährlichen Turnierzyklus und die dritte, die vom Weltverband International Rugby Board (IRB; heute World Rugby) organisiert wurde. Das Turnier wurden in Edmonton und St. Albert in der Provinz Alberta ausgetragen.
An der Frauen-Rugby-Union-Weltmeisterschaft 2006 nahmen zwölf Rugby-Union-Nationalmannschaften teil (vier weniger als 2002): Australien, England, Frankreich, Irland, Kanada, Kasachstan, Neuseeland, Samoa, Schottland, Spanien, Südafrika und die Vereinigten Staaten. Während der Rugby-Union-Weltmeisterschaft 2006 wurden 30 Spiele absolviert.
Weltmeisterinnen wurde die neuseeländische Mannschaft (Black Ferns), die im Finale im Commonwealth Stadium in Edmonton die englische Mannschaft (Red Roses) mit 25:17 schlugen und damit ihren dritten Weltmeistertitel gewannen. Frankreich wurde Dritter und Kanada Vierter. Mit 35 Punkten aus sieben Versuchen war die Kanadierin Heather Moyse erfolgreichste Punktesammlerin.

## Qualifikation
Die Organisatoren luden mehrere Nationalmannschaften zu dem Turnier ein, woraufhin 15 Teams zusagten. Vor dem Turnier wurden vier Qualifikationsspiele ausgetragen um die Teams auf zwölf zu reduzieren.

Teilnehmende Länder der Frauen-Rugby-Union-Weltmeisterschaft 2006:
Gastgeber
Eingeladen vom IRB
Qualifikation
In der Qualifikation gescheitert
Keine Teilnahme

| Land               | Qualifikationsgrundlage | WM-Teilnahme | Letztmalige WM-Teilnahme | Bestes Ergebnis            | Gruppe |
| ------------------ | ----------------------- | ------------ | ------------------------ | -------------------------- | ------ |
| Kanada             | Gastgeber               | Fünfte       | 2002                     | Vierter (1998)             | D      |
| Australien         | Einladung               | Dritte       | 2002                     | Fünfter (1998)             | B      |
| England            | Einladung               | Fünfte       | 2002                     | Weltmeister (1994)         | B      |
| Frankreich         | Einladung               | Fünfte       | 2002                     | Dritter (1991, 1994, 2002) | C      |
| Irland             | Einladung               | Vierte       | 2002                     | Siebenter (1994)           | B      |
| Neuseeland         | Einladung               | Vierte       | 2002                     | Weltmeister (1998, 2002)   | A      |
| Samoa              | Einladung               | Zweite       | 2002                     | Neunter (2002)             | D      |
| Schottland         | Einladung               | Vierte       | 2002                     | Fünfter (1994)             | D      |
| Spanien            | Einladung               | Vierte       | 2002                     | Sechster (1991)            | A      |
| Südafrika          | Einladung               | Erste        | –                        | Debüt                      | C      |
| Vereinigte Staaten | Einladung               | Fünfte       | 2002                     | Weltmeister (1991)         | C      |
| Kasachstan         | Qualifikation           | Vierte       | 2002                     | Neunter (1994, 1998)       | A      |

## Austragungsorte
Sämtliche Spiele wurden in der kanadischen Provinz Alberta ausgetragen.
| Ellerslie Rugby Park |

| Commonwealth Stadium |

| St. Albert Rugby Park |

| Ellerslie Rugby Park |

| Commonwealth Stadium |

| St. Albert Rugby Park |

## Format
Die Frauen-Rugby-Union-Weltmeisterschaft 2006 wurde über 18 Tage zwischen zwölf verschiedenen Mannschaften über 30 Spiele ausgetragen. Sie begann am 31. August 2006 im Ellerslie Rugby Park in Edmonton mit dem Eröffnungsspiel zwischen dem Gastgeber Kanada und Neuseeland. Das Turnier endete am 17. September im Commonwealth Stadium in Edmonton mit dem Finale zwischen England und Neuseeland, wobei die Black Ferns die Trophäe gewannen.

### Spielplan
Die nachfolgende Tabelle zeigt das tägliche Programm der Frauen-Rugby-Union-Weltmeisterschaft 2006. Dabei steht ein violettes Kästchen für Vorrundenspiele, ein zyanblaues Kästchen für Platzierungsspiele, ein grünes Kästchen für die Finalrunde, ein blaues Kästchen für das Spiel um Platz 3 und ein gelbes Kästchen für das Finale.
| Gruppenphase August/September | Do. 31. | Fr. 1.  | Sa. 2.  | So. 3.  | Mo. 4.  | Di. 5.  | Mi. 6.  | Do. 7.  | Fr. 8.  |         |
| ----------------------------- | ------- | ------- | ------- | ------- | ------- | ------- | ------- | ------- | ------- | ------- |
| Gruppe A                      | 3       |         |         |         | 3       |         |         |         | 3       |         |
| Gruppe B                      | 3       |         |         |         | 3       |         |         |         | 3       |         |
| Gruppe C                      | 3       |         |         |         | 3       |         |         |         | 3       |         |
| Klassierungsspiele September  | Sa. 9.  | So. 10. | Mo. 11. | Di. 12. | Mi. 13. | Do. 14. | Fr. 15. | Sa. 16. | So. 17. |         |
| Klassierungsspiele            |         |         |         | 4       |         |         |         | 3       | 1       |         |
| Finalrunde September          | Sa. 9.  | So. 10. | Mo. 11. | Di. 12. | Mi. 13. | Do. 14. | Fr. 15. | Sa. 16. | So. 17. | So. 17. |
| Finalrunde                    |         |         |         | 2       |         |         |         |         | 1       | 1       |

| Farblegende        | Farblegende |
| ------------------ | ----------- |
| Gruppenspiele      |             |
| Platzierungsspiele |             |
| Finalrunde         |             |
| Spiel um Platz 3   |             |
| Finale             |             |

### Gruppen
| Gruppe A                      | Gruppe B                  | Gruppe C                                | Gruppe D                |
| ----------------------------- | ------------------------- | --------------------------------------- | ----------------------- |
| Kasachstan Neuseeland Spanien | Australien England Irland | Frankreich Südafrika Vereinigte Staaten | Kanada Samoa Schottland |

### Vorrunde
Die fünfte Frauen-Rugby-Union-Weltmeisterschaft wurde zwischen zwölf Nationalmannschaften ausgespielt. Es gab nur vier Qualifikationsspiele vor der Weltmeisterschaft, da die Mannschaften von den Organisatorinnen eingeladen wurden. Die zwölf teilnehmenden Mannschaften wurden für die Vorrunde in vier Gruppen zu je drei Mannschaften eingeteilt. In drei Runden spielten die Teams der Gruppe A gegen jene der Gruppe D und die Teams der Gruppe B gegen jene der Gruppe C, demzufolge absolvierte jedes Team drei Spiele in der Vorrunde.
Die Punkteverteilung in der Vorrunde erfolgte nach folgendem System:
- 4 Punkte bei einem Sieg
- 2 Punkte bei einem Unentschieden
- 0 Punkte bei einer Niederlage (vor möglichen Bonuspunkten)
- 1 Bonuspunkt für vier oder mehr Versuche, unabhängig vom Endstand
- 1 Bonuspunkt bei einer Niederlage mit sieben oder weniger Spielpunkten Unterschied

Am Ende der Vorrunde wurden die Mannschaften, basierend auf den gesammelten Spielpunkten, vom ersten bis zum dritten Platz eingestuft, wobei die vier besten Mannschaften der Vorrunde die Finalrunde erreichten, während die darauf folgenden vier Mannschaften die Klassierungsspiele um Platz 5 bis 8 bestritten und die vier schlechtplatzierten Mannschaften an den Klassierungsspiele um Platz 9 bis 12 teilnahmen.

### Klassierungsspiele und Finalrunde
In den Phasen der Klassierungsspiele und Finalrunde nahm das Turnier ein K.-o.-System an, die jeweils vier Spiele umfassten: zwei Halbfinals, zwei Klassierungsspiele und das Finale, wobei die Finalrunde aus zwei Halbfinals, dem Spiel um Platz 3 und dem Finale bestand.
Die vier besten Mannschaften der Vorrunde erreichten die Finalrunde. Dabei traf der Gruppensieger der Gruppe A auf den Gruppensieger der Gruppe C und der Gruppensieger der Gruppe B auf den Gruppensieger der Gruppe D. Die nachfolgend fünft- bis achtplatzierten Mannschaften bestritten die Klassierungsspiele um die Plätze 5 bis 8, wobei im Halbfinale die fünftbeste Mannschaft auf die achtbeste traf und der Sechste auf den Siebenten. Die Teams auf den Vorrundenplätzen 9 bis 12 nahmen an den Klassierungsspielen um Platz 9 bis 12 teil, wobei der neunplatzierte auf den Zwölften traf und der zehnte auf den elften.

### Einfluss auf die WM-Qualifikation 2010
Die drei besten Mannschaften des Turnieres qualifizierten sich direkt für die darauf folgende Weltmeisterschaft 2010 in England. Diese waren England, Frankreich und Neuseeland.

## Beteiligte

### Offizielle
Insgesamt wurden vom Weltverband zwölf Schiedsrichterinnen und sieben Assistentinnen bestimmt.
| Land                          | Name              |
| ----------------------------- | ----------------- |
| Rugby Australia               | George Ayoub      |
| South African Rugby Union     | Jenny Bental      |
| Fédération Suisse de Rugby    | Rachel Boyland    |
| New Zealand Rugby             | Lyndon Bray       |
| Scottish Rugby Union          | Malcolm Changleng |
| Rugby Australia               | Sarah Corrigan    |
| Rugby Football Union          | Clare Daniels     |
| Fédération française de rugby | Christine Hanizet |
| Rugby Canada                  | Joyce Henry       |
| New Zealand Rugby             | Nicky Inwood      |
| Deutscher Rugby-Verband       | Kerstin Ljungdahl |
| Irish Rugby Football Union    | Simon McDowell    |

| Land                      | Name            |
| ------------------------- | --------------- |
| Rugby Football Union      | Debbie Innes    |
| New Zealand Rugby         | Kristina Mellor |
| Rugby Canada              | Kristi Moorman  |
| Rugby Canada              | Sandy Nesbitt   |
| South African Rugby Union | Kim Smit        |
| USA Rugby                 | Dana Teagarden  |
| Rugby Canada              | Todd Van Vliet  |

## Vorrunde
Das beste Team jeder Gruppe qualifizierte sich für das Halbfinale, während die anderen Teams an den Klassierungsspielen teilnahmen.
Gruppe A
|    | Land       | Spiele | Siege | Unent. | Ndlg. | Spiel- punkte | Diff. | Tabellen- punkte |
| -- | ---------- | ------ | ----- | ------ | ----- | ------------- | ----- | ---------------- |
| 1. | Neuseeland | 3      | 3     | 0      | 0     | 137:007       | + 130 | 14               |
| 2. | Spanien    | 3      | 1     | 0      | 2     | 014:115       | − 101 | 4                |
| 3. | Kasachstan | 3      | 0     | 0      | 3     | 022:097       | – 75  | 0                |

Gruppe B
|    | Land       | Spiele | Siege | Unent. | Ndlg. | Spiel- punkte | Diff. | Tabellen- punkte |
| -- | ---------- | ------ | ----- | ------ | ----- | ------------- | ----- | ---------------- |
| 1. | England    | 3      | 3     | 0      | 0     | 119:16        | + 103 | 14               |
| 2. | Australien | 3      | 1     | 0      | 2     | 084:46        | + 38  | 6                |
| 3. | Irland     | 3      | 1     | 0      | 2     | 048:67        | – 19  | 5                |

Gruppe C
|    | Land               | Spiele | Siege | Unent. | Ndlg. | Spiel- punkte | Diff. | Tabellen- punkte |
| -- | ------------------ | ------ | ----- | ------ | ----- | ------------- | ----- | ---------------- |
| 1. | Frankreich         | 3      | 2     | 0      | 1     | 75:037        | + 38  | 10               |
| 2. | Vereinigte Staaten | 3      | 2     | 0      | 1     | 34:035        | – 1   | 9                |
| 3. | Südafrika          | 3      | 0     | 0      | 3     | 20:179        | – 159 | 0                |

Gruppe D
|    | Land       | Spiele | Siege | Unent. | Ndlg. | Spiel- punkte | Diff. | Tabellen- punkte |
| -- | ---------- | ------ | ----- | ------ | ----- | ------------- | ----- | ---------------- |
| 1. | Kanada     | 3      | 2     | 0      | 1     | 131:71        | + 60  | 10               |
| 2. | Schottland | 3      | 2     | 0      | 1     | 056:38        | + 18  | 10               |
| 3. | Samoa      | 3      | 1     | 0      | 2     | 032:64        | – 32  | 5                |

### Erste Vorrunde
| 31. August 2006 | Neuseeland | 66 : 7 | Kanada | Ellerslie Rugby Park, Edmonton |
| 31. August 2006 |            |        |        | Ellerslie Rugby Park, Edmonton |

| 31. August 2006 | Spanien | 0 : 24 | Schottland | St. Albert Rugby Park, St. Albert |
| 31. August 2006 |         |        |            | St. Albert Rugby Park, St. Albert |

| 31. August 2006 | Kasachstan | 5 : 20 | Samoa | Ellerslie Rugby Park, Edmonton |
| 31. August 2006 |            |        |       | Ellerslie Rugby Park, Edmonton |

| 31. August 2006 | Australien | 68 : 12 | Südafrika | St. Albert Rugby Park, St. Albert |
| 31. August 2006 |            |         |           | St. Albert Rugby Park, St. Albert |

| 31. August 2006 | England | 18 : 0 | Vereinigte Staaten | Ellerslie Rugby Park, Edmonton |
| 31. August 2006 |         |        |                    | Ellerslie Rugby Park, Edmonton |

| 31. August 2006 | Irland | 0 : 43 | Frankreich | St. Albert Rugby Park, St. Albert |
| 31. August 2006 |        |        |            | St. Albert Rugby Park, St. Albert |

### Zweite Vorrunde
| 4. September 2006 | Neuseeland | 50 : 0 | Samoa | St. Albert Rugby Park, St. Albert |
| 4. September 2006 |            |        |       | St. Albert Rugby Park, St. Albert |

| 4. September 2006 | England | 74 : 8 | Südafrika | Ellerslie Rugby Park, Edmonton |
| 4. September 2006 |         |        |           | Ellerslie Rugby Park, Edmonton |

| 4. September 2006 | Kanada | 79 : 0 | Spanien | St. Albert Rugby Park, St. Albert |
| 4. September 2006 |        |        |         | St. Albert Rugby Park, St. Albert |

| 4. September 2006 | Australien | 10 : 24 | Frankreich | Ellerslie Rugby Park, Edmonton |
| 4. September 2006 |            |         |            | Ellerslie Rugby Park, Edmonton |

| 4. September 2006 | Kasachstan | 17 : 32 | Schottland | St. Albert Rugby Park, St. Albert |
| 4. September 2006 |            |         |            | St. Albert Rugby Park, St. Albert |

| 4. September 2006 | Irland | 11 : 24 | Vereinigte Staaten | Ellerslie Rugby Park, Edmonton |
| 4. September 2006 |        |         |                    | Ellerslie Rugby Park, Edmonton |

### Dritte Vorrunde
| 8. September 2006 | Neuseeland | 21 : 0 | Schottland | Ellerslie Rugby Park, Edmonton |
| 8. September 2006 |            |        |            | Ellerslie Rugby Park, Edmonton |

| 8. September 2006 | England | 27 : 8 | Frankreich | St. Albert Rugby Park, St. Albert |
| 8. September 2006 |         |        |            | St. Albert Rugby Park, St. Albert |

| 8. September 2006 | Spanien | 14 : 12 | Samoa | Ellerslie Rugby Park, Edmonton |
| 8. September 2006 |         |         |       | Ellerslie Rugby Park, Edmonton |

| 8. September 2006 | Australien | 6 : 10 | Vereinigte Staaten | St. Albert Rugby Park, St. Albert |
| 8. September 2006 |            |        |                    | St. Albert Rugby Park, St. Albert |

| 8. September 2006 | Kanada | 45 : 5 | Kasachstan | Ellerslie Rugby Park, Edmonton |
| 8. September 2006 |        |        |            | Ellerslie Rugby Park, Edmonton |

| 8. September 2006 | Irland | 37 : 0 | Südafrika | St. Albert Rugby Park, St. Albert |
| 8. September 2006 |        |        |           | St. Albert Rugby Park, St. Albert |

## Klassierungsspiele

### Um den 9. Platz
|  | Halbfinale                  | Halbfinale                |                           |    | Finale                    | Finale                    |
|  |                             |                           |                           |    |                           |                           |
|  | Samoa                       | 43                        |                           |    |                           |                           |
|  | Südafrika                   | 10                        |                           |    |                           |                           |
|  | 12. September in St. Albert |                           |                           |    |                           |                           |
|  |                             |                           | 16. September in Edmonton |    |                           |                           |
|  | Samoa                       | 5                         |                           |    |                           |                           |
|  |                             | Spanien                   | 10                        |    |                           |                           |
|  |                             |                           |                           |    |                           |                           |
|  | Spiel um Platz drei         |                           |                           |    |                           |                           |
|  | 12. September in Edmonton   | 12. September in Edmonton | Südafrika                 | 0  |                           |                           |
|  | Spanien                     | 17                        | Kasachstan                | 36 |                           |                           |
|  | Kasachstan                  | 12                        |                           |    | 16. September in Edmonton | 16. September in Edmonton |

#### Halbfinale
| 12. September 2006 | Samoa | 43 : 10 | Südafrika | St. Albert Rugby Park, St. Albert |
| 12. September 2006 |       |         |           | St. Albert Rugby Park, St. Albert |

| 12. September 2006 | Spanien | 17 : 12 | Kasachstan | Ellerslie Rugby Park, Edmonton |
| 12. September 2006 |         |         |            | Ellerslie Rugby Park, Edmonton |

#### 11./12. Platz
| 16. September 2006 | Kasachstan | 36 : 0 | Südafrika | Ellerslie Rugby Park, Edmonton |
| 16. September 2006 |            |        |           | Ellerslie Rugby Park, Edmonton |

#### Finale (9. Platz)
| 16. September 2006 | Samoa | 5 : 10 | Spanien | Ellerslie Rugby Park, Edmonton |
| 16. September 2006 |       |        |         | Ellerslie Rugby Park, Edmonton |

### Um den 5. Platz
|  | Halbfinale                  | Halbfinale                  |                           |    | Finale                    | Finale                    |
|  |                             |                             |                           |    |                           |                           |
|  | Irland                      | 10                          |                           |    |                           |                           |
|  | Schottland                  | 11                          |                           |    |                           |                           |
|  | 12. September in St. Albert |                             |                           |    |                           |                           |
|  |                             |                             | 16. September in Edmonton |    |                           |                           |
|  | Schottland                  | 0                           |                           |    |                           |                           |
|  |                             | Vereinigte Staaten          | 24                        |    |                           |                           |
|  |                             |                             |                           |    |                           |                           |
|  | Spiel um Platz drei         |                             |                           |    |                           |                           |
|  | 12. September in St. Albert | 12. September in St. Albert | Irland                    | 14 |                           |                           |
|  | Vereinigte Staaten          | 29                          | Australien                | 18 |                           |                           |
|  | Australien                  | 12                          |                           |    | 16. September in Edmonton | 16. September in Edmonton |

#### Halbfinale
| 12. September 2006 | Irland | 10 : 11 | Schottland | St. Albert Rugby Park, St. Albert |
| 12. September 2006 |        |         |            | St. Albert Rugby Park, St. Albert |

| 12. September 2006 | Vereinigte Staaten | 29 : 12 | Australien | St. Albert Rugby Park, St. Albert |
| 12. September 2006 |                    |         |            | St. Albert Rugby Park, St. Albert |

#### 7./8. Platz
| 16. September 2006 | Irland | 14 : 18 | Australien | Ellerslie Rugby Park, Edmonton |
| 16. September 2006 |        |         |            | Ellerslie Rugby Park, Edmonton |

#### Finale (5. Platz)
| 16. September 2006 | Schottland | 0 : 24 | Vereinigte Staaten | Commonwealth Stadium, Edmonton |
| 16. September 2006 |            |        |                    | Commonwealth Stadium, Edmonton |

## Finalrunde
|  | Halbfinale                | Halbfinale                |                           |    | Finale                    | Finale                    |
|  |                           |                           |                           |    |                           |                           |
|  | Neuseeland                | 40                        |                           |    |                           |                           |
|  | Frankreich                | 10                        |                           |    |                           |                           |
|  | 12. September in Edmonton |                           |                           |    |                           |                           |
|  |                           |                           | 17. September in Edmonton |    |                           |                           |
|  | Neuseeland                | 25                        |                           |    |                           |                           |
|  |                           | England                   | 17                        |    |                           |                           |
|  |                           |                           |                           |    |                           |                           |
|  | Spiel um Platz drei       |                           |                           |    |                           |                           |
|  | 12. September in Edmonton | 12. September in Edmonton | Frankreich                | 17 |                           |                           |
|  | England                   | 20                        | Kanada                    | 8  |                           |                           |
|  | Kanada                    | 14                        |                           |    | 17. September in Edmonton | 17. September in Edmonton |

### Halbfinale
| 12. September 2006 | Neuseeland | 40 : 10 | Frankreich | Ellerslie Rugby Park, Edmonton |
| 12. September 2006 |            |         |            | Ellerslie Rugby Park, Edmonton |

| 12. September 2006 | Kanada | 14 : 20 | England | Ellerslie Rugby Park, Edmonton |
| 12. September 2006 |        |         |         | Ellerslie Rugby Park, Edmonton |

### 3./4. Platz
| 17. September 2006 | Kanada | 8 : 17 | Frankreich | Commonwealth Stadium, Edmonton |
| 17. September 2006 |        |        |            | Commonwealth Stadium, Edmonton |

### Finale
| 17. September 2006 | England | 17 : 25 | Neuseeland | Commonwealth Stadium, Edmonton |
| 17. September 2006 |         |         |            | Commonwealth Stadium, Edmonton |

Neuseeland
(Dritter Titel)

## Statistiken

### Mannschaften
Die Tabelle führt die zwölf teilnehmenden Mannschaften nach ihrem Abschneiden bei der Frauen-Rugby-Union-Weltmeisterschaft 2006 auf.

Teilnehmende Länder der Frauen-Rugby-Union-Weltmeisterschaft 2006:

| Mannschaft         | Spiele | Siege | Unent. | Ndlg. | Punkte | Versuche | Erhöh- ungen | Straf- tritte | Drop- goals | Gelbe Karten | Rote Karten |
| ------------------ | ------ | ----- | ------ | ----- | ------ | -------- | ------------ | ------------- | ----------- | ------------ | ----------- |
| Neuseeland         | 5      | 5     | 0      | 0     | 202    | 31       | 16           | 5             | 0           | 0            | 0           |
| England            | 5      | 4     | 0      | 1     | 156    | 23       | 13           | 5             | 0           | 0            | 0           |
| Frankreich         | 5      | 3     | 0      | 2     | 102    | 16       | 8            | 2             | 0           | 1            | 0           |
| Kanada             | 5      | 3     | 0      | 2     | 153    | 24       | 15           | 1             | 0           | 0            | 0           |
| Vereinigte Staaten | 5      | 4     | 0      | 1     | 87     | 14       | 7            | 1             | 0           | 2            | 0           |
| Schottland         | 5      | 3     | 0      | 2     | 67     | 9        | 5            | 3             | 1           | 1            | 0           |
| Australien         | 5      | 2     | 0      | 3     | 114    | 15       | 9            | 7             | 0           | 2            | 0           |
| Irland             | 5      | 1     | 0      | 4     | 72     | 11       | 4            | 3             | 0           | 1            | 0           |
| Spanien            | 5      | 3     | 0      | 2     | 41     | 5        | 5            | 2             | 0           | 3            | 0           |
| Samoa              | 5      | 2     | 0      | 3     | 80     | 13       | 6            | 1             | 0           | 3            | 0           |
| Kasachstan         | 5      | 1     | 0      | 4     | 75     | 13       | 5            | 0             | 0           | 2            | 0           |
| Südafrika          | 5      | 0     | 0      | 5     | 30     | 5        | 1            | 1             | 0           | 3            | 0           |

### Punkte und Versuche
|     | Name              | Punkte |
| --- | ----------------- | ------ |
| 1.  | Heather Moyse     | 35     |
| 2.  | Emma Jensen       | 34     |
| 3.  | Valuese Sao Taliu | 33     |
| 4.  | Shelley Rae       | 31     |
| 5.  | Sue Day           | 31     |
| 5.  | Maria Gallo       | 31     |
| 5.  | Amiria Marsh      | 31     |
| 5.  | Tobie McGann      | 31     |
| 9.  | Kelly McCallum    | 29     |
| 10. | Paula Chalmers    | 27     |

|     | Name                | Versuche |
| --- | ------------------- | -------- |
| 1.  | Heather Moyse       | 7        |
| 2.  | Sue Day             | 6        |
| 2.  | Maria Gallo         | 6        |
| 2.  | Amiria Marsh        | 6        |
| 5.  | Valuese Sao Taliu   | 5        |
| 5.  | Catherine Devillers | 5        |
| 5.  | Tricia Brown        | 5        |
| 8.  | Ellie Karvoski      | 4        |
| 8.  | Ruan Sims           | 4        |
| 10. | Stephanie Mortimer  | 3        |
| 10. | Claire Richardson   | 3        |
| 10. | Isabel Rodríguez    | 3        |
| 10. | Jeannette Feighery  | 3        |
| 10. | Delphine Plantet    | 3        |
| 10. | Charlotte Barras    | 3        |
| 10. | Rochelle Martin     | 3        |
| 10. | Melissa Ruscoe      | 3        |